# Micropaleontology
Micropaleontology is een internationaal, aan collegiale toetsing onderworpen wetenschappelijk tijdschrift op het gebied van de paleontologie. Het verschijnt 4 keer per jaar.